# 阿部和香子
阿部和香子（日语：／ Abe Wakako，1966年4月4日—），日本女子自行车运动员。她曾代表日本参加1990年亚洲运动会自行车比赛，获得一枚铜牌。她也曾参加1984年夏季奥林匹克运动会。